# Bernsteinstraße

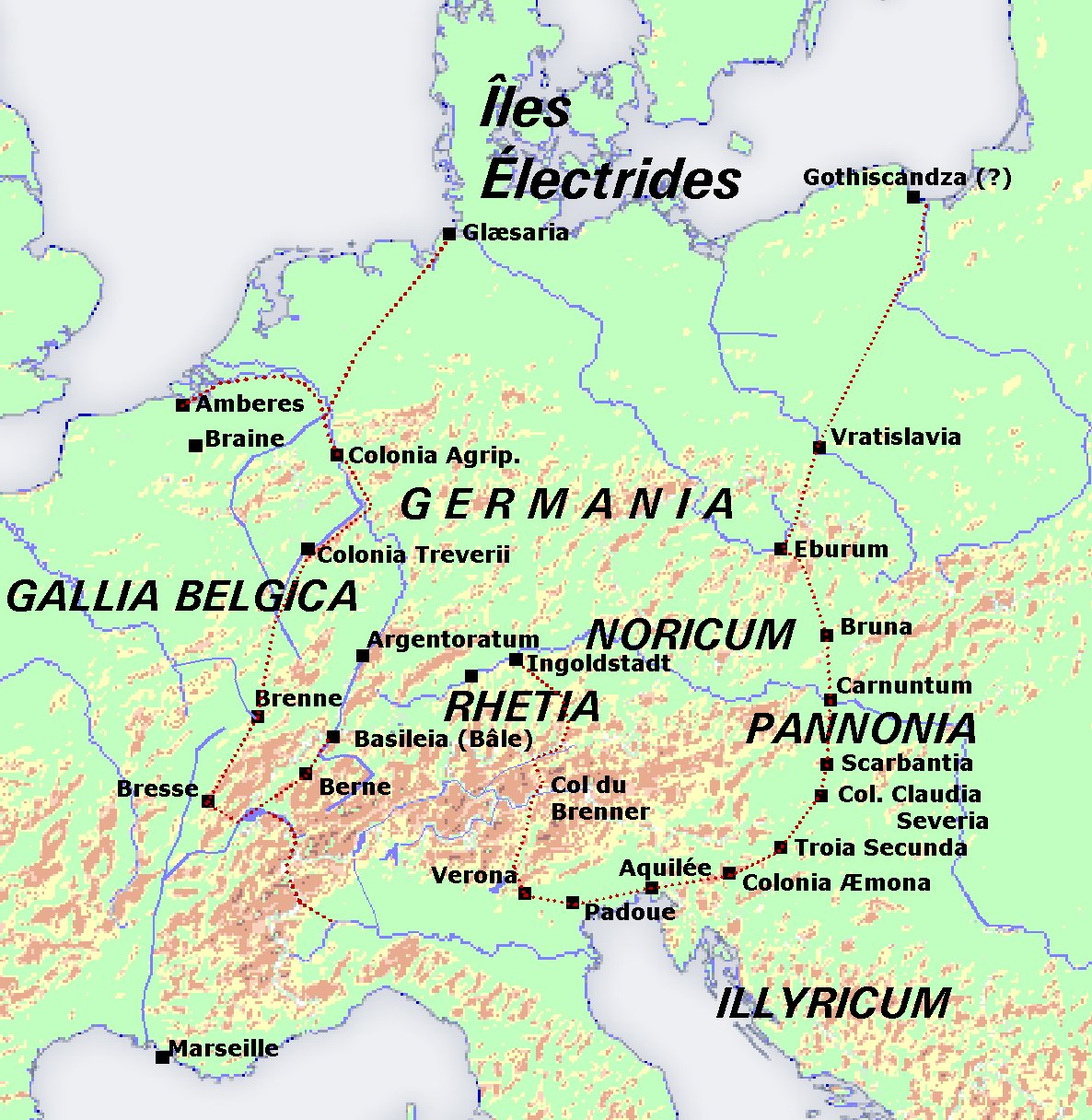
Verlauf der als „Bernsteinstraße“ bezeichneten Haupthandelswege

Als Bernsteinstraße werden verschiedene Handelswege des Altertums (Altstraßen) bezeichnet, auf denen (unter anderem) Bernstein von der Nord- und Ostsee nach Süden in den Mittelmeerraum gelangte. Genau genommen handelt es sich nicht um eine Straße, sondern um unabhängige Handelswege, die für verschiedene Handelsgüter genutzt wurden. Die Bezeichnung „Bernsteinstraße“ tritt etwa ab dem Ende des 18. Jahrhunderts auf und hat in antiken Quellen keine Entsprechung.

## Lagerstätten und Hortfunde
Baltischer Bernstein entstand in einem Waldgebiet, das im Eozän große Teile des Baltikums und des heutigen Russland sowie Dänemarks und Skandinaviens bedeckte. Vom Ort seiner Entstehung wurde er durch fluviatile Einflüsse überwiegend in ein südlich des Waldgebietes gelegenes Meer geschwemmt. Die entstandene Bernsteinlagerstätte, bestehend aus marinen Sanden, vermischt mit Glaukonit, ist die so genannte „Blaue Erde“, die im Samland zu Tage tritt (und vor dem Einsetzen der quartären Eiszeit möglicherweise auch an anderen Orten existierte). Diese Bernsteinlagerstätte war schon vor der Antike bekannt. Unzweifelhaft ist, dass Bewohner der Küstenregionen, zum Beispiel Menschen der jungsteinzeitlichen Haffküsten-Kultur (Rzucewo-Kultur), die im Weichseldelta siedelten, aus dem an den Küsten des Samlandes angespülten Bernstein Schmuck- und Kultgegenstände fertigten und mit Bernstein bereits einen Austausch betrieben.
Im Zuge der quartären Eisvorstöße wurden Schollen dieser Blauen Erde von zum Teil beachtlicher Größe losgerissen und mit dem Eis in das Binnenland verfrachtet. Aus diesem Grunde kommt Bernstein bis zu den Vereisungsgrenzen der Gletschervorstöße und in den Ablagerungen der durch das Abtauen der Eismassen entstandenen Schmelzwasserströme vor. Wo die Schollen der Blauen Erde während der vor mehr als 12.000 Jahren zu Ende gehenden Eisvorstöße des Weichselglazials einigermaßen zusammenhängend abgelagert wurden, kann Bernstein im Binnenland lokal auch gehäuft auftreten. Allerdings ist der Umfang solcher Vorkommen mit dem der Blauen Erde im Samland nicht annähernd vergleichbar und als Grundlage für die Entstehung eines systematischen Handels zu gering. Einige dieser Fundgebiete sind weiter unten beschrieben.
Der gezielte Abbau solcher Vorkommen hat in geschichtlicher Zeit immer wieder stattgefunden, jedoch selten systematisch über einen längeren Zeitraum, da die Vorkommen selbst unter optimalen Bedingungen recht begrenzt sind und die in früherer Zeit zur Verfügung stehenden technischen Möglichkeiten Grabungen in größerem Stil nicht zuließen. Ob, wann und gegebenenfalls in welchem Umfang diese binnenländischen Bernsteinvorkommen in frühgeschichtlicher Zeit genutzt wurden, ist daher umstritten. Eher ist anzunehmen, dass sich die Gewinnung von binnenländischem Bernstein zumeist auf das Auflesen oberflächlich zu Tage tretenden Bernsteins beschränkte. Gleichwohl schließen einige Archäologen einen systematischen Abbau durch Grabungen auch für die Zeit des Mittelalters und der Antike in Gestalt des so genannten Duckelbaus nicht völlig aus.
Vor diesem Hintergrund sind einige der zumeist durch Depotfunde nachgewiesenen Handelsplätze für Bernstein im Binnenland möglicherweise nicht nur den Verlauf der Handelswege markierende Umschlagplätze von Händlern gewesen, sondern auch Orte, an denen das Rohmaterial gefördert wurde.
Beispiele für gehäuftes Bernsteinvorkommen im Binnenland:
- In vielen märkischen Gebieten – zum Beispiel in Talsandflächen des Thorn-Eberswalder-Urstromtales – wurden im Zuge von Regulierungs- und Dammbauarbeiten Bernstein-Lagerstätten entdeckt. Archäologen vermuten in dieser Region des heutigen Polen ein Handelszentrum.
- Nicht weit entfernt, im westlichen Thorn-Eberswalder-Urstromtal, fand man beim Bau des Finowkanals reiche Bernsteinlager; außerdem 1800 beim Mergelabbau eine Scholle Glaukonit-Sand mit Bernstein.
- In der Region Kurpie (in Nordostpolen), insbesondere im Einzugsgebiet des Flusses Narew, etwas östlich der östlichen römischen Route der „Bernsteinstraße“. Bereits mit Beginn der Besiedlung dieser Region, Ende des 15. bis Anfang des 16. Jahrhunderts, wurden lokale Anhäufungen von Bernstein entdeckt, der anfangs mit einfachen Mitteln gefördert und mit dem wahrscheinlich auch Handel getrieben wurde. Zu Beginn des 19. Jahrhunderts arbeiteten in zahlreichen kleinen Tagebaugruben, die sich in Staatsbesitz befanden und verpachtet wurden, bis zu 2.000 Menschen. In der Umgebung von Ostrołęka wurden auf einer Fläche von etwa 1000 km² in zahlreichen Gruben im Jahre 1835 etwa zwei Tonnen Bernstein gefördert. Mit dem Aufkommen der industriellen Bernsteinförderung im Samland kamen an der Wende vom 19. zum 20. Jahrhundert die zuvor schon nachlassenden Aktivitäten in diesem Gebiet weitgehend zum Erliegen, wenngleich hier noch von Privatpersonen Bernstein ergraben wird.[9]

Eine der in diesem Zusammenhang bedeutendsten archäologischen Entdeckungen ist der so genannte Bernsteinschatz von Breslau-Patrynice mit einem Gesamtgewicht von 2750 kg, darunter rund 1500 kg Rohbernstein. Dass es sich hierbei um Handelsware gehandelt hatte, war unter anderem daran erkennbar, dass die Stücke der Größe nach sortiert waren. Die Fundstücke stammen vermutlich aus dem 1. oder 2. Jahrhundert v. Chr. und werden mit keltischen Stämmen in Verbindung gebracht. Hortfunde sind indes auch aus anderen geschichtlichen Perioden bekannt. So wird beispielsweise ein aus rund 300 kg Rohbernstein und 30 kg verarbeiteten Stücken (in der Hauptsache gedrechselte Bernsteinperlen) bestehender Fund bei Basonia (Woiwodschaft Lublin, Südpolen) auf das fünfte nachchristliche Jahrhundert datiert. Dieser Fundort deutlich östlich der sogenannten Ostroute der Bernsteinstraße zeigt aber auch, wie verästelt die Handelswege für Bernstein in frühgeschichtlicher Zeit offensichtlich waren.

## Die römische Bernsteinstraße

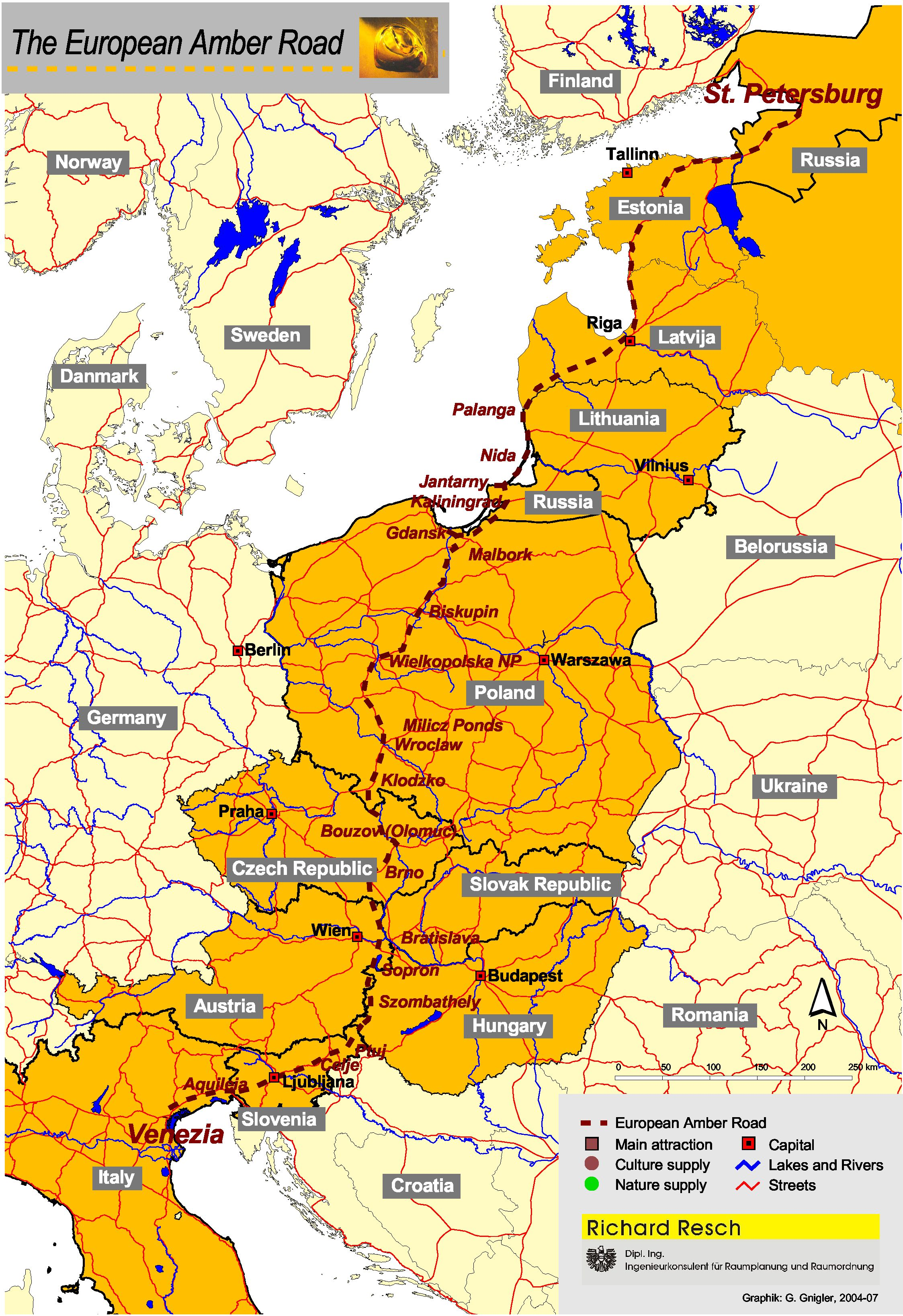
Die Bernsteinstraße (Ostroute)

Es gab einige Handelswege, über die seit der Vorzeit Bernstein in die Alpenregion und nach Italien gelangte. Am besten erforscht sind die zur Zeit des Römischen Reiches von der Ostsee und der westlichen Nordsee zur nördlichen Adria und nach Rom verlaufenden Handelswege, die zumeist auch gemeint sind, wenn allgemein von „der Bernsteinstraße“ die Rede ist. Plinius der Ältere (23/24–79 n. Chr.) berichtet in seiner Naturalis historia, dass auf dieser Straße Bernstein von der Ostseeküste nach Aquileia transportiert worden sei. Weiter erklärt er, „[…] dass die Küste Germaniens von wo [der Bernstein] eingeführt wurde, etwa 600.000 Schritt [rund 900 km] von Carnuntum in Pannonien entfernt sei […]“. Die Küste des Samlandes liegt etwa in dieser Entfernung von Carnuntum. Daraus wird gefolgert, dass der Bernstein von dort stammt, die hier beschriebene Bernsteinstraße also in dieses Gebiet geführt haben muss.
Nach der Ausweitung des Römischen Reiches bis an die Donau wurde der Teil dieser Handelsroute, der nun innerhalb der Reichsgrenzen lag, schrittweise im 1. Jahrhundert n. Chr. als Staatsstraße (Römerstraße) ausgebaut. Das bedeutete jedoch entgegen populären Vorstellungen keinen flächendeckenden Ausbau mit großen Steinplatten. Vielmehr dürfte die Bernsteinstraße unter den Kaisern Augustus und Tiberius zunächst größtenteils ein einfacher Erddamm gewesen sein. Für die Zeit um die Mitte des 1. Jahrhunderts gibt es Hinweise auf einen Ausbau der Bernsteinstraße zu einer Schottertrasse. Einen mit Steinen gepflasterten Straßenzug gab es erst deutlich später und auch nur auf kleineren Abschnitten, etwa in den größeren Städten. Trotzdem bedeutete die römische Herrschaft die erstmalige Anlage und Wartung eines wirklichen Straßennetzes, wodurch die Bernsteinstraße zu einer wintersicheren Verbindung zwischen Carnuntum an der Donau und Aquileia in Italien wurde. Der Verlauf dieser Route ist in der Tabula Peutingeriana verzeichnet.
Unter Umgehung der Alpenpässe verlief die Straße von Carnuntum, Scarabantia (Sopron/Ödenburg), Savaria (Szombathely/Steinamanger) und Poetovio (Ptuj/Pettau) über Emona (Laibach, Ljubljana) nach Aquileia. Zwischen Sopron und Szombathely führte die Bernsteinstraße durch das Mittelburgenland (Bezirk Oberpullendorf), ein für Rom bedeutsames keltisches Eisenerzgebiet. Der antike Name der römischen Bernsteinstraße ist nicht sicher; zumindest für den Abschnitt zwischen Emona und Aquileia ist jedoch die Bezeichnung „via Gemina“ belegt, die sich möglicherweise auf die gesamte Strecke zwischen Carnuntum und Aquileia bezog. Für die Herleitung des Namens gibt es mehrere Optionen: von einem römischen Politiker dieses Namens, der als Bauherr eines Straßenabschnitts fungiert haben könnte (vielleicht Gaius Fufius Geminus), von einer für den Ausbau der Straße genutzten Truppe (der legio XIII Gemina) oder von der lateinischen Wortbedeutung „Zwilling“ (da zwischen Aquileia und Emona zwei Routen verliefen, eine über den Pass Razdrto und eine durch den Birnbaumer Wald).
Außerhalb des Römischen Reiches existierten zur Römerzeit praktisch keine Straßen. Wenn also für den Bereich nördlich der Donau von der „Bernsteinstraße“ die Rede ist, so hat man sich eine Verbindung zwischen der Adria und der Nord- oder Ostsee vorzustellen, die im Wesentlichen aus einer Abfolge von Wegstrecken zwischen benachbarten Siedlungen bestand. Solche Wege folgten vermutlich ganz überwiegend Fließgewässern, die streckenweise auch befahren wurden. Reisende mussten sich das Wissen der ortsansässigen Bevölkerung über Furten und Pässe zunutze machen. Im Prinzip trifft dies auch auf die anderen, weiter unten erwähnten Landwege der Griechen und Etrusker zu. Der in römischer Zeit dominierende Handelsweg, den auch Plinius der Ältere erwähnt, verlief von der Danziger Bucht sehr wahrscheinlich entlang der Weichsel und ihrer Nebenflüsse durch die Mährische Pforte, folgte in Niederösterreich der March und überquerte bei Carnuntum rund 50 km östlich von Wien die Donau.
In den Jahren um 200 n. Chr. fanden unter Kaiser Septimius Severus umfangreiche Ausbau- und Reparaturarbeiten an der römischen Bernsteinstraße und den daran befindlichen Straßenstationen statt. Im 3./4. Jahrhundert n. Chr. verlor die Bernsteinstraße jedoch ihre Bedeutung als Verbindung zwischen Italien und Carnuntum.
Ein von Cassiodor nacherzählter Brief des ostgotischen Königs Theoderichs des Großen aus dem Jahr 524 enthält (neben bedeutenden politischen Inhalten) auch einen Hinweis auf ein Fortbestehen des Bernsteinhandels. Erwähnt wird dort eine Gesandtschaft von der Ostseeküste, die als Gastgeschenk Bernstein mit an den Ostgotenhof brachte.
An vielen Stellen wurde der Abschnitt der Bernsteinstraße, der auf Reichsterritorium verlief, auch in den Jahrhunderten nach der Antike weiter genutzt und ab dem Mittelalter fortlaufend ausgebessert und erneuert. Dadurch verlaufen teilweise bis heute moderne Straßen direkt auf der antiken Bernsteinstraße (unter anderem in Österreich auch einige Landes- und Bundesstraßen). Wo der antike Straßenverlauf nicht durch Überbauung mit modernen Straßen verschwunden ist, ist er an vielen Stellen noch auf Luftbildern durch Bewuchsmerkmale im Getreide oder als leichter Schotterwall in frisch gepflügten Äckern erkennbar. Im Burgenland steht ein erhaltener Abschnitt der Straße unter Denkmalschutz.

## Weitere Handelsrouten
Bereits lange vor der Römerzeit war baltischer Bernstein eine begehrte Ressource und eines der Handelsgüter, die der Ostseeraum im Austausch gegen Rohstoffe und Kunstwerke aus dem Mittelmeerraum anzubieten hatte. Daher entfaltete sich bereits in der Bronzezeit, als ab dem späten 3. Jahrtausend v. Chr. erstmals intensiverer überregionaler Handelsverkehr in Europa aufkam, auch ein reger Bernsteinhandel. Dieser nahm einige Handelsrouten vorweg, die in späterer Zeit wichtige Verbindungen bleiben sollten, darunter auch die sogenannte „römische Bernsteinstraße“.
Direkte oder indirekte Handelsbeziehungen zwischen bronzezeitlichen Volksstämmen nördlich der Alpen und dem mykenischen Griechenland, bei denen auch Bernstein eine Rolle gespielt hat, sind beispielsweise durch Funde in den frühmykenischen Schachtgräbern und auch durch den Fund von Metallgegenständen aus mykenischer Produktion an verschiedenen Stellen Norddeutschlands belegt. Über den Verlauf dieser Strecken in der Bronzezeit und der Frühen Eisenzeit (Hallstattzeit) sowie über die Bedeutung der Handelsware Bernstein auf diesen Handelsstraßen vorrömischer Zeit wurde kontrovers diskutiert. Funde Baltischen Bernsteins im Kaukasus (Ossetien), das ebenfalls aus Baltischem Bernstein angefertigte Löwenkopfgefäß aus einem auf 1340 v. Chr. datierten Grab in Qatna (Syrien) und weitere Bernsteinobjekte aus archäologischen Grabungen im Nahen Osten sind Belege für diesen frühen Bernsteinhandel im zweiten vorchristlichen Jahrtausend. Umstritten ist die Rolle der bronzezeitlichen Befestigung bei Bernstorf im Bernsteinhandel dieser Zeit, da es sich bei den dort aufgefundenen Bernsteinartefakten möglicherweise um moderne Fälschungen handelt.
Die Bernsteinhändler der Antike wählten mit ihrer kostbaren Fracht möglichst sichere Routen. Dieser Weg änderte sich aufgrund von Machtverschiebungen oder in unruhigen Zeiten mehrmals. Bei gleichwertigen Alternativen wählte man Flussläufe, an denen im Laufe der Zeit eine steigende Zahl von Siedlungsstellen und Gutshöfen Übernachtungsmöglichkeiten boten.
Man unterscheidet auf der Grundlage zeitgenössischer Berichte und archäologischer Befunde fünf Routen. Die vier Landrouten mit ihren Varianten orientieren sich weitgehend an großen Flussläufen:
- Die Nordseeroute (Mittelmeer, Straße von Gibraltar, Atlantik, Ärmelkanal, Nordsee). Es wird in der Literatur die Ansicht vertreten, dass die Phönizier Bernstein auf diesem Wege von der Kimbrischen Halbinsel in den Nahen Osten brachten. Über die Existenz dieses Handelsweges wird allerdings kontrovers diskutiert; so ist auch die Auffassung verbreitet, die Phönizier haben ihren Bernstein über Mittler – wahrscheinlich Ligurern – erhalten, die im ersten vorchristlichen Jahrtausend einige Jahrhunderte unter anderem den Küstenabschnitt an der Rhonemündung und damit am südlichen Endpunkt der unten als westdeutsche Landroute beschriebenen Bernsteinstraße besiedelten.[29]
- Die Route der Griechen (vom Weichseldelta entlang der Weichsel zur Mündung des Dnister in das Schwarze Meer und von dort auf dem Seewege bis nach Athen und Mykene).
- Die (weiter oben bereits näher beschriebene) östliche römische Landroute (vom Weichseldelta nach Aquileia an der Nordküste der Adria; Römerroute).
- Die mitteldeutsche Landroute (von der Nordseeküste der Kimbrischen Halbinsel entlang der Elbe und alternativ wahrscheinlich der Oder über die Alpen bis nach Rom; Römerroute). Der Verlauf dieser Route zwischen Elbmündung und Adria ist als Handelsweg bereits für die Zeit von etwa 2500 v. Chr. nachgewiesen.[30]
- Die westdeutsche Landroute (von der Nordseeküste der Kimbrischen Halbinsel über Rhein und Rhone durch die „Burgundische Pforte“ nach Massilia, heute Marseille, und in die Toskana, dem Kerngebiet der Etrusker; etruskische Route), die seit mindestens 600 v. Chr. genutzt worden ist. Die griechische Gründung Massilia ist vermutlich mit der Absicht verbunden gewesen, diesen Handelsweg zum Norden zu erschließen, um Zugang zu Bernstein und Zinn zu erhalten.[30]

Die beiden letztgenannten Routen liefen in Treva (heute Hamburg) zusammen und führten von dort sehr wahrscheinlich an die Nordseeküste von Eiderstedt. In diesem Zusammenhang ist erwähnenswert, dass vor mehr als 2000 Jahren im antiken Griechenland die Nord- und Ostfriesischen Inseln aufgrund der von dort bekannten Bernsteinfunde als „Elektriden“ (von elektron = griechisches Wort für Bernstein) bezeichnet wurden, wodurch die mutmaßliche Bedeutung dieser Handelsroute unterstrichen wird.
Legt man die durch archäologische Befunde teils detailliert nachvollziehbaren, teils hypothetisch skizzierten Handelswege von der Eisenzeit bis zum frühen Mittelalter übereinander, so ergibt sich ein dichtes und sehr verzweigtes „Straßennetz“, das hauptsächlich aber keineswegs ausschließlich in Nord-Süd-Richtung verläuft und deutliche Schwerpunkte entlang der großen in die Nord- und Ostsee mündenden Ströme und dem Donaulauf bildet. Neue archäologische Funde und neue Interpretationen älterer Funde führen immer wieder zu Modifizierungen der Befunde über Alter, Dauer und genauen Verlauf der verschiedenen Routen.

## Bernsteinstraße heute

### Tourismus und Infrastruktur
In fast allen Anrainerstaaten entlang des Verlaufs der östlichen römischen Route der Bernsteinstraße haben sich Initiativen gebildet, um die Handelsroute als Tourismusstraße neu entstehen zu lassen, meist in Zusammenhang mit Programmen der Europäischen Union oder der Weltorganisation für Tourismus. Seit 2001 existiert in Österreich der Verein Österreichische Bernsteinstraße, der Museen und Themenparks entlang der Route vernetzt und mit Betty Bernstein eine Marke für Museumspädagogik betreibt. Im Mittelburgenland wurde ein Wanderweg im Bereich der historischen Bernsteinstraße angelegt und mit Informationsmaterial zur antiken Geschichte der Route versehen. Der Europäische Radfernweg EuroVelo 9 verbindet die Ostsee mit der Adria und wurde als Bernsteinroute benannt.
Eines der transeuropäischen Netze, die die Europäische Union zur Intensivierung der Infrastruktur zwischen ihren Mitgliedsstaaten fördert, ist die Baltisch-Adriatische Achse, deren Verlauf ungefähr der antiken Hauptroute der Bernsteinstraße entspricht.

### Benennungen nach der Bernsteinstraße
Die Bernsteinstraße ist auch Namensgeber für ein Netzwerk von 12 Fachhochschulen von Anrainerstaaten.
Entlang einer früheren Route im Weinviertel in Österreich führt die Landesstraße B49 mit der Bezeichnung Bernstein Straße.